# Dany Roland
Daniel David Roland  (Buenos Aires, 9 de fevereiro de 1962), mais conhecido como Dany Roland, é um músico, ator, diretor de cinema, designer de som e produtor de trilhas sonoras e discos nascido na Argentina, famoso por ser o baterista da popular banda de new wave Metrô nos anos 80 e por suas colaborações com Bia Lessa.

## Biografia
Roland nasceu em Buenos Aires, Argentina em 1962, filho de sefarditas (judeus espanhóis e portugueses) que emigraram para a Argentina de Alexandria, Egito na década de 1950. Em 1963 sua família se mudou para São Paulo, Brasil, onde estudou música com Zé Eduardo Nazário (Grupo Um, Hermeto Pascoal, Egberto Gismonti) e jornalismo na PUC-SP.
Em 1978 fundou, junto a seus colegas do Lycée Pasteur de São Paulo Virginie Boutaud, Alec Haiat, Yann Laouenan, Xavier Leblanc e Marcel Zimberg, a banda de rock progressivo/experimental A Gota Suspensa, que lançou um álbum de mesmo nome em 1983; no ano seguinte, a banda mudou de nome para Metrô, adquirindo maior fama. Roland deixou o Metrô em 1987, alguns meses depois do lançamento de seu segundo álbum, A Mão de Mao, para buscar novos projetos; no ano seguinte, o Metrô chegaria ao fim. Ao lado de seu ex-colega do Metrô Xavier Leblanc, Roland tocou por um curto tempo com a banda de rock experimental Okotô, e após se mudar para Bruxelas, Bélgica no início da década de 1990 com Yann Laouenan, fundou a banda de rock alternativo "The Passengers" junto a Diako Diakoff, Denis Moulin e Jack Roskam; lançaram um álbum de considerável sucesso em 1992 pela Adrenaline Records.
Nos anos 80 foi garoto propaganda da grife "US Top"  com o nome "Fernandinho" nos anúncios, aos quais fez muito sucesso paralelo ao da banda Metrô.
Em 1993 Roland retornou ao Brasil, se estabelecendo no Rio de Janeiro, onde voltou a colaborar (haviam trabalhado em 1989 em Orlando) com a diretora teatral Bia Lessa, sua futura esposa; ele atuou e compôs a trilha sonora de muitas de suas peças, mais notavelmente de suas adaptações de Orlando de Virginia Woolf, As Três Irmãs de Anton Chekhov, O Homem sem Qualidades de Robert Musil e Viagem ao Centro da Terra de Júlio Verne. Em 1997 codirigiu, junto a Lessa, seu primeiro filme de longa-metragem independente, o bem-sucedido Crede-Mi, que foi baseado no romance de 1951 Der Erwählte (O Eleito), de Thomas Mann e exibido no Festival de Berlim.
Em 2002 o Metrô se reuniu, e Roland retornou como seu produtor. O álbum de retorno da banda, Déjà Vu, foi produzido por Roland em parceria com Yann Lao. A banda retornou à ativa mais uma vez em 2015 para shows e gravações inéditas. Entra as inéditas estão "Dando voltas no mundo" e "A vida é bela lalalia" .
Em 2007 Roland fundou o projeto musical Os Ritmistas junto a Stéphane San Juan, Domenico Lancellotti e Zero Telles; lançaram seu primeiro álbum pela gravadora Dubas no mesmo ano. Em 2017 lançaram seu segundo disco, Aqui.
Em 2010 fez sua primeira aparição de destaque num filme de longa-metragem, interpretando Thomas em Riscado, de Gustavo Pizzi; anteriormente ele fizera uma curta aparição como si mesmo, ao lado de Regina Casé, no filme de 1985 Areias Escaldantes, de Francisco de Paula.
Em 2016 Bia Lessa e Roland codirigiram seu segundo filme, Então Morri, que estreou oficialmente no Festival do Rio ganhando o prêmio de "Melhor Filme".
Em 2017 produziu a trilha sonora (com música original de Egberto Gismonti) de "Grande sertão: veredas" direção de Bia Lessa.
Em 2017 atuou e fez a direção  musical de "Josephine Baker – a vênus negra" de Walter Daguerre.
Em 2018 compôs e produziu (com Pedro Sà) a trilha sonora original de "Benzinho" de Gustavo Pizzi - prêmio de melhor filme no Festival de Cinema de Gramado 2018
Antes de adquirir maior proeminência como músico e produtor, Roland ficou conhecido por interpretar o personagem "Fernandinho" numa série de comerciais feitos pela grife US Top, que foi exibida entre 1984 e 1988.
Roland tem duas filhas com Bia Lessa: Maria e Clara.

## Discografia

### Com o Metrô
- 1983: A Gota Suspensa
- 1985: Olhar
- 1987: A Mão de Mao
- 2002: Déjà Vu
- 2016 Olhar (edição comemorativa 30 anos) álbum duplo
- 2016 Metro ao vivo no estudio Showlivre
- 2016 Dando voltas no mundo ( single )
- 2017 A vida é bela lalaia ( single )

### Com The Passengers
- 1992: The Passengers

### Com Os Ritmistas
- 2007: Os Ritmistas
- 2017: Aqui

Como produtor
- Leo Tomassini: Arpoador (2003)
- Ivor Lancellotti: Por vir (Dubas/2016)
- Chelpa Ferro 3 (2015)
- Camila Costa: Mangas e bananas para meu amor (2016)
- Os Ritmistas (2007)
- Os Ritmistas: Aqui ( 2017)

## Filmografia

### Como diretor
- 1997: Crede-Mi (em parceria com Bia Lessa)
- 2016: Então Morri (em parceria com Bia Lessa)

### Como ator
- 1985: Areias Escaldantes — ele mesmo
- 2010: Riscado — Thomas